# Abuta grandifolia
Abuta grandifolia (Mart.) Sandwith, conhecida pelos nomes comuns de abuta, catuaba, catuabinha, pitomba ou xexuá, é uma espécie de planta pertencente à família das Menispermaceae, nativa da Amazónia e regiões vizinhas. Rica em saponinas e alcalóides diversos, a planta é utilizada para fins medicinais e em xamanismo.

## Descrição
A. grandifolia é um arbusto trepador, de caule lenhoso e folhas coriáceas inseridas em longos pecíolos.
O fruto é composto por drupas elipsóides ou ovóides, com pedúnculos, contendo uma polpa vermelha, comestível, amarga, mas agradável ao paladar. A semente é desprovida de albúmen.

## Etnobotânica
Esta planta faz diversos medicamentos como os: analgésico, antibacterial, anticonvulsivo, anti-inflamatório, antileucêmico, antimalária, anti-séptico, antiespasmódico, antitumor, aperiente, carminativa, citotóxico, diurético, emenagogo, expectorante, febrífugo, hepatoprotetor, hipotensor, insetícvaro, piscicidal, purgativo, estimulante, estomático, tônico.
Também é conhecido bem por : abutua-verdadeira, buta, caapeba (não confundir com a verdadeira), panibaga, parreira-brava-da-praia, parreira-branca, orelha-de-onça, abuta preta, uva-do-mato, abutua-do-Amazonas, baga-da-praia, uva-do-rio-apa, jaboticaba-de-cipó; barbasco, imchich masha, butua, gasing-gasing.